# Decapterus akaadsi
Decapterus akaadsi är en fiskart som beskrevs av Abe, 1958. Decapterus akaadsi ingår i släktet Decapterus och familjen taggmakrillfiskar. Inga underarter finns listade i Catalogue of Life.